# 中國國民黨中央執行委員與國民政府委員臨時聯席會議
中國國民黨中央執行委員與國民政府委員臨時聯席會為廣州國民政府停止辦公到武漢國民政府正式辦公此段期間，此名稱作為臨時領導機構。

## 歷史
1926年10月國民革命軍佔領武漢三鎮。11月8日，中國國民黨中央政治會議決定遷中央黨部和國民政府到武漢。12月5日，中國國民黨中央委員會正式宣佈中央黨部和國民政府停止在廣州辦公，各機關工作人員分批前往武漢，1927年2月21日武漢國民政府正式辦公。

## 聯席會議成員
徐謙、孫科、宋子文、鄧演達、吳玉章、宋慶齡、陳友仁、董必武、王法勤、唐生智、于樹德、柏文蔚、蔣作賓、詹大悲，徐謙為主席。